# Ascoli Calcio 1898 1973-1974
Questa voce raccoglie le informazioni riguardanti l'Ascoli Calcio 1898 nelle competizioni ufficiali della stagione 1973-1974.

## Stagione
Nella stagione 1973-1974 l'Ascoli disputa e vince il campionato di Serie B con 51 punti con il Varese, per differenza reti risultano primi i lombardi, terza la Ternana con 50 punti, queste sono le tre promosse in Serie A. retrocedono in Serie C la Reggina con 34 punti, il Bari con 28 punti ed il Catania con 26 punti.
La favola dell'Ascoli del presidente Costantino Rozzi e dell'allenatore Carletto Mazzone raggiunge il suo apice, arrivando dopo tre stagioni indimenticabili, dalla Serie C alla Serie A. Vi arriva grazie al fortino eretto nello Stadio "Del Duca", che resta imbattuto nel torneo cadetto di questa stagione, dove i bianconeri si prendono 32 dei 51 punti ottenuti, costruendovi buona parte dell'impresa. Miglior marcatore bianconero di questa stagione Renato Campanini autore di 14 reti in campionato. In Coppa Italia i piceni sono inseriti nel primo girone di qualificazione, che è stato vinto dalla Juventus.

## Rosa
| N. |                   | Ruolo | Calciatore         |
| -- | ----------------- | ----- | ------------------ |
|    | Italia (bandiera) | A     | Angelo Calisti     |
|    | Italia (bandiera) | A     | Renato Campanini   |
|    | Italia (bandiera) | A     | Giovanni Carnevali |
|    | Italia (bandiera) | D     | Giuliano Castoldi  |
|    | Italia (bandiera) | D     | Mario Colautti     |
|    | Italia (bandiera) | A     | Mauro Colombini    |
|    | Italia (bandiera) | C     | Steno Gola         |
|    | Italia (bandiera) | P     | Marcello Grassi    |
|    | Italia (bandiera) | D     | Gaetano Legnaro    |

| N. |                   | Ruolo | Calciatore        |
| -- | ----------------- | ----- | ----------------- |
|    | Italia (bandiera) | P     | Pier Luigi Masoni |
|    | Italia (bandiera) | C     | Ezio Minigutti    |
|    | Italia (bandiera) | C     | Mario Morello     |
|    | Italia (bandiera) | D     | Eugenio Perico    |
|    | Italia (bandiera) | A     | Luigi Quaresima   |
|    | Italia (bandiera) | D     | Sergio Reggiani   |
|    | Italia (bandiera) | A     | Massimo Silva     |
|    | Italia (bandiera) | D     | Sergio Vezzoso    |
|    | Italia (bandiera) | C     | Mario Vivani      |

## Risultati

### Serie B

#### Girone di andata
| Bari 30 settembre 1973 1ª giornata | Bari            | 0 – 0 | Ascoli | Stadio della Vittoria\| Arbitro: \| Menegali (Roma) \| |
| Arbitro:                           | Menegali (Roma) |       |        |                                                        |

| Arbitro: | Turiano (Reggio Calabria) |

|             |           |  |
| Vezzoso 45’ | Marcatori |  |

| Arbitro: | Lazzaroni (Milano) |

|                       |           |                  |
| Parolini 19’ Fava 36’ | Marcatori | 65’, 73’ Morello |

| Arbitro: | Porcelli (Lodi) |

|                                      |           |  |
| Morello 22’ Perico 46’ Campanini 88’ | Marcatori |  |

| Arbitro: | Trono (Torino) |

|                             |           |               |
| Campanini 40’ Carnevali 75’ | Marcatori | 80’ Prunecchi |

| Arbitro: | Panzino (Catanzaro) |

|             |           |           |
| Calloni 55’ | Marcatori | 71’ Silva |

| Arbitro: | Angonese (Mestre) |

|              |           |               |
| Gattelli 38’ | Marcatori | 12’ Campanini |

| Arbitro: | Bernardis (Milano) |

|               |           |             |
| Campanini 62’ | Marcatori | 87’ Incalza |

| Reggio Calabria 25 novembre 1973 9ª giornata | Reggina            | 0 – 0 | Ascoli | Stadio Comunale\| Arbitro: \| Picasso (Chiavari) \| |
| Arbitro:                                     | Picasso (Chiavari) |       |        |                                                     |

| Arbitro: | Michelotti (Parma) |

|                       |           |  |
| Colautti 3’ Silva 53’ | Marcatori |  |

| Arbitro: | R. Lattanzi (Roma) |

|             |           |               |
| La Rosa 76’ | Marcatori | 86’ Campanini |

| Arbitro: | Torelli (Milano) |

|                         |           |             |
| Silva 30’ Campanini 47’ | Marcatori | 85’ Malaman |

| Arezzo 23 dicembre 1973 13ª giornata | Arezzo         | 0 – 0 | Ascoli | Stadio Comunale\| Arbitro: \| Trono (Torino) \| |
| Arbitro:                             | Trono (Torino) |       |        |                                                 |

| Arbitro: | Giunti (Arezzo) |

|            |           |  |
| Alpini 80’ | Marcatori |  |

| Arbitro: | Cantelli (Firenze) |

|               |           |  |
| Carnevali 13’ | Marcatori |  |

| Arbitro: | Menegali (Roma) |

|  |           |          |
|  | Marcatori | 70’ Gola |

| Arbitro: | Porcelli (Lodi) |

|           |           |  |
| Silva 73’ | Marcatori |  |

| Parma 27 gennaio 1974 18ª giornata | Parma            | 0 – 0 | Ascoli | Stadio Ennio Tardini\| Arbitro: \| Gonella (Torino) \| |
| Arbitro:                           | Gonella (Torino) |       |        |                                                        |

| Arbitro: | R. Lattanzi (Roma) |

|               |           |             |
| Campanini 15’ | Marcatori | 71’ Vannini |

#### Girone di ritorno
| Arbitro: | Trinchieri (Reggio Emilia) |

|               |           |  |
| Campanini 52’ | Marcatori |  |

| Arbitro: | Torelli (Milano) |

|                 |           |                                      |
| A. Lombardi 30’ | Marcatori | 12’ Campanini 65’ Silva 80’ Colautti |

| Arbitro: | Reggiani (Bologna) |

|                    |           |  |
| Campanini 59’, 70’ | Marcatori |  |

| Ferrara 3 marzo 1974 23ª giornata | SPAL          | 0 – 0 | Ascoli | Stadio Comunale\| Arbitro: \| Motta (Monza) \| |
| Arbitro:                          | Motta (Monza) |       |        |                                                |

| Arbitro: | Panzino (Catanzaro) |

|                           |           |                               |
| Prunecchi 71’, 85’ (rig.) | Marcatori | 53’ Silva 76’ (rig.) Colautti |

| Ascoli Piceno 17 marzo 1974 25ª giornata | Ascoli              | 0 – 0 | Varese | Stadio Cino e Lillo Del Duca\| Arbitro: \| Menicucci (Firenze) \| |
| Arbitro:                                 | Menicucci (Firenze) |       |        |                                                                   |

| Arbitro: | Gialluisi (Barletta) |

|           |           |           |
| Silva 58’ | Marcatori | 38’ Bonci |

| Arbitro: | Branzoni (Pavia) |

|             |           |              |
| Incalza 11’ | Marcatori | 76’ Colautti |

| Arbitro: | Levrero (Genova) |

|                     |           |  |
| Colautti 48’ (rig.) | Marcatori |  |

| Arbitro: | Bernardis (Milano) |

|                                          |           |          |
| Enzo 18’ (rig.), 82’ (rig.) Giannini 75’ | Marcatori | 1’ Silva |

| Arbitro: | V. Lattanzi (Roma) |

|                        |           |  |
| Campanini 6’ Silva 20’ | Marcatori |  |

| Arbitro: | Ciacci (Firenze) |

|              |           |          |
| Spagnolo 65’ | Marcatori | 8’ Silva |

| Arbitro: | Trinchieri (Reggio Emilia) |

|               |           |              |
| Campanini 25’ | Marcatori | 61’ Vallongo |

| Arbitro: | Lazzaroni (Milano) |

|              |           |  |
| Colautti 38’ | Marcatori |  |

| Arbitro: | R. Lattanzi (Roma) |

|            |           |  |
| Spelta 60’ | Marcatori |  |

| Arbitro: | Moretto (San Donà di Piave) |

|                          |           |  |
| Perico 17’ Campanini 31’ | Marcatori |  |

| Reggio Emilia 2 giugno 1974 36ª giornata | Reggiana        | 0 – 0 | Ascoli | Stadio Mirabello\| Arbitro: \| Menegali (Roma) \| |
| Arbitro:                                 | Menegali (Roma) |       |        |                                                   |

| Arbitro: | Trono (Torino) |

|             |           |           |
| Morello 59’ | Marcatori | 79’ Volpi |

| Arbitro: | Barbaresco (Cormons) |

|  |           |               |
|  | Marcatori | 14’ Quaresima |

### Coppa Italia

#### Girone 1
| Arbitro: | Gialluisi (Baletta) |

|                                |           |               |
| Anastasi 21’, 62’ Altafini 68’ | Marcatori | 88’ Carnevali |

| Arbitro: | Ciacci (Firenze) |

|             |           |  |
| Vezzoso 77’ | Marcatori |  |

| Arbitro: | Torelli (Milano) |

|              |           |  |
| Colautti 45’ | Marcatori |  |

| Arbitro: | Lenardon (Siena) |

|                          |           |                     |
| F. Donati 2’ Pezzato 68’ | Marcatori | 78’ (rig.) Colautti |

| 23 settembre 1973 5ª giornata |  | – Turno di riposo ASCOLI |  |  |

## Statistiche

### Statistiche di squadra
| Competizione | Punti | In casa | In casa | In casa | In casa | In casa | In casa | In trasferta | In trasferta | In trasferta | In trasferta | In trasferta | In trasferta | Totale | Totale | Totale | Totale | Totale | Totale | DR  |
| Competizione | Punti | G       | V       | N       | P       | Gf      | Gs      | G            | V            | N            | P            | Gf           | Gs           | G      | V      | N      | P      | Gf     | Gs     | DR  |
| ------------ | ----- | ------- | ------- | ------- | ------- | ------- | ------- | ------------ | ------------ | ------------ | ------------ | ------------ | ------------ | ------ | ------ | ------ | ------ | ------ | ------ | --- |
| Serie B      | 51    | 19      | 13      | 6       | 0       | 26      | 17      | 19           | 3            | 13           | 3            | 15           | 15           | 38     | 16     | 19     | 3      | 41     | 22     | +19 |
| Coppa Italia | 4     | 2       | 2       | 0       | 0       | 2       | 0       | 2            | 0            | 0            | 2            | 2            | 5            | 4      | 2      | 0      | 2      | 4      | 5      | -1  |
| Totale       |       | 21      | 15      | 6       | 0       | 28      | 17      | 21           | 3            | 13           | 5            | 17           | 20           | 42     | 18     | 19     | 5      | 45     | 27     | +18 |

### Statistiche dei giocatori
| Giocatore    | Serie B  | Serie B | Serie B     | Serie B    | Coppa Italia | Coppa Italia | Coppa Italia | Coppa Italia | Totale   | Totale | Totale      | Totale     |
| Giocatore    | Presenze | Reti    | Ammonizioni | Espulsioni | Presenze     | Reti         | Ammonizioni  | Espulsioni   | Presenze | Reti   | Ammonizioni | Espulsioni |
| ------------ | -------- | ------- | ----------- | ---------- | ------------ | ------------ | ------------ | ------------ | -------- | ------ | ----------- | ---------- |
| A. Calisti   | 2        | 0       | ?           | ?          | ?            | ?            | ?            | ?            | 2+       | 0+     | ?           | ?          |
| R. Campanini | 36       | 14      | ?           | ?          | ?            | ?            | ?            | ?            | 36+      | 14+    | ?           | ?          |
| G. Carnevali | 28       | 2       | ?           | ?          | ?            | ?            | ?            | ?            | 28+      | 2+     | ?           | ?          |
| G. Castoldi  | 37       | 0       | ?           | ?          | ?            | ?            | ?            | ?            | 37+      | 0+     | ?           | ?          |
| M. Colautti  | 35       | 6       | ?           | ?          | ?            | ?            | ?            | ?            | 35+      | 6+     | ?           | ?          |
| M. Colombini | 17       | 0       | ?           | ?          | ?            | ?            | ?            | ?            | 17+      | 0+     | ?           | ?          |
| S. Gola      | 36       | 1       | ?           | ?          | ?            | ?            | ?            | ?            | 36+      | 1+     | ?           | ?          |
| M. Grassi    | 30       | -17     | ?           | ?          | ?            | ?            | ?            | ?            | 30+      | -17+   | ?           | ?          |
| G. Legnaro   | 34       | 0       | ?           | ?          | ?            | ?            | ?            | ?            | 34+      | 0+     | ?           | ?          |
| P. Masoni    | 8        | -5      | ?           | ?          | ?            | ?            | ?            | ?            | 8+       | -5+    | ?           | ?          |
| E. Minigutti | 28       | 0       | ?           | ?          | ?            | ?            | ?            | ?            | 28+      | 0+     | ?           | ?          |
| M. Morello   | 30       | 4       | ?           | ?          | ?            | ?            | ?            | ?            | 30+      | 4+     | ?           | ?          |
| E. Perico    | 35       | 2       | ?           | ?          | ?            | ?            | ?            | ?            | 35+      | 2+     | ?           | ?          |
| L. Quaresima | 1        | 1       | ?           | ?          | ?            | ?            | ?            | ?            | 1+       | 1+     | ?           | ?          |
| S. Reggiani  | 13       | 0       | ?           | ?          | ?            | ?            | ?            | ?            | 13+      | 0+     | ?           | ?          |
| M. Silva     | 36       | 10      | ?           | ?          | ?            | ?            | ?            | ?            | 36+      | 10+    | ?           | ?          |
| S. Vezzoso   | 12       | 1       | ?           | ?          | ?            | ?            | ?            | ?            | 12+      | 1+     | ?           | ?          |
| M. Vivani    | 34       | 0       | ?           | ?          | ?            | ?            | ?            | ?            | 34+      | 0+     | ?           | ?          |